# Chamaexeros
Chamaexeros är ett släkte av sparrisväxter. Chamaexeros ingår i familjen sparrisväxter.
Kladogram enligt Catalogue of Life:
| Chamaexeros | \| \| Chamaexeros fimbriata \| \| \| \| \| \| Chamaexeros longicaulis \| \| \| \| \| \| Chamaexeros macranthera \| \| \| \| \| \| Chamaexeros serra \| \| \| \| |
|             | \| \| Chamaexeros fimbriata \| \| \| \| \| \| Chamaexeros longicaulis \| \| \| \| \| \| Chamaexeros macranthera \| \| \| \| \| \| Chamaexeros serra \| \| \| \| |
|             | Chamaexeros fimbriata |
|             | |
|             | Chamaexeros longicaulis |
|             | |
|             | Chamaexeros macranthera |
|             | |
|             | Chamaexeros serra |
|             | |